# Matías Lucuix
Matías Raúl Lucuix (Buenos Aires, 20 de noviembre de 1985) es un exjugador y actual entrenador de fútbol sala argentino.
Jugó para la Selección de Futsal de Argentina, de la que es su actual entrenador. Es considerado por muchos como el mejor jugador de la historia del futsal argentino.

## Historia

### Tigre
Sus comienzos fueron siempre jugando al baby fútbol (como se le llama al futsal para los más chicos en Buenos Aires), en los clubes de barrio. Tuvo un paso por cancha de once en las inferiores de Tigre, ahí estuvo desde muy chico, jugando en Octava División hasta la Quinta. Tiempo después empezó a jugar con amigos al futsal, también en el club de Victoria, que recientemente había entrado en la competiciones organizadas por AFA.

### River Plate
Estuvo dos años jugando en Tigre hasta que recaló en River Plate. Luego de ganar varios títulos en Cuarta y Tercera División, le llegó la posibilidad de jugar en el primer equipo y rápidamente fue citado para jugar con la Selección de Futsal de Argentina.

### España
Su llegada a España se dio gracias a la Selección, tras disputar los Juegos Panamericanos 2007 de Río de Janeiro. Formaba parte de un grupo de jugadores que casi todos jugaban en Europa, entre ellos Diego Giustozzi. Antes de llegar a Segovia (donde jugó un total de 4 temporadas), había tenido una chance de irse  a jugar a Italia.
En 2011 pasó a Inter Movistar, equipo más laureado mundialmente a nivel títulos.
El 8 de noviembre de 2012 el combinado nacional se enfrentaba a Australia en uno de los partidos correspondientes al Mundial de Tailandia, y allí, Lucuix sufrió la fractura de tibia y peroné que desgraciadamente lo marginó de la actividad profesional.

## Palmarés

### Copas internacionales
| Competición                 | Selección | Sede     | Resultado |
| --------------------------- | --------- | -------- | --------- |
| Copa América de Futsal 2022 | Argentina | Paraguay | Campeón   |

### Otros logros
| Competición                 | Selección | Sede     | Resultado |
| --------------------------- | --------- | -------- | --------- |
| Copa Mundial de Futsal 2021 | Argentina | Lituania | Finalista |